# Epilit

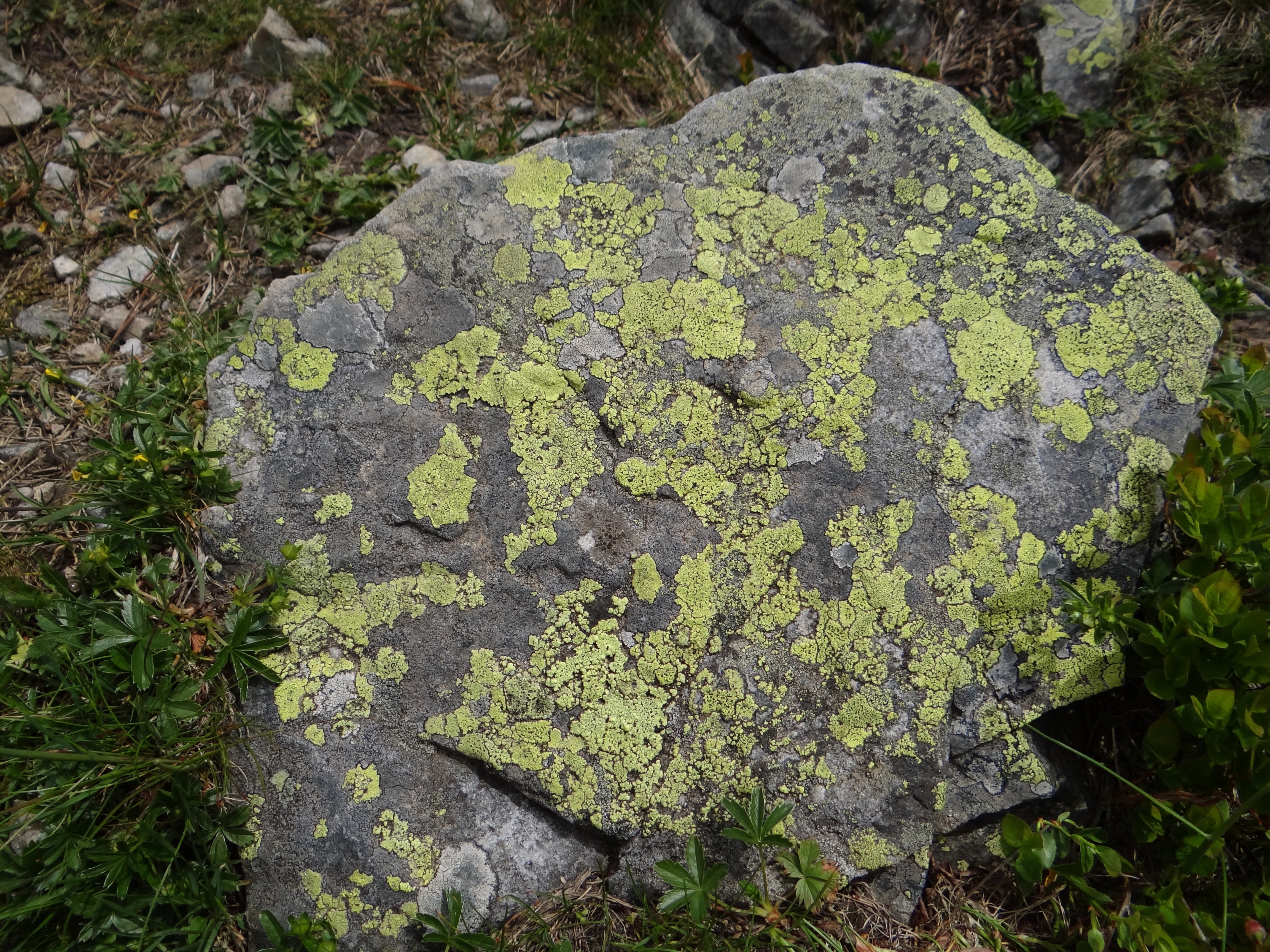
Typowym epilitem jest np. rosnący na skałach porost wzorzec geograficzny (Rhizocarpon geographicum)

Epilit, epilitofit, egzolitofit – roślina rosnąca na powierzchni skały, jeden z rodzajów litofitów. Nazwa pochodzi z języka greckiego: lithos – kamień, phyte – roślina. Do epilitów należą głównie porosty, mchy oraz w miejscach wilgotnych glony.
Epility są roślinami pionierskimi. Rosną na różnego rodzaju skałkach, blokach skalnych, głazach narzutowych, ale także na zbudowanych przez człowieka  konstrukcjach betonowych, murowanych i na różnego rodzaju wyrobach, np. na dachówkach, eternicie. Mają znaczenie w przyrodzie i gospodarce człowieka. Rozkładają skalne podłoże, na którym żyją, zatrzymują części organiczne i w ten sposób przyczyniają się do powstawania gleb. Te, które rosną na konstrukcjach budowlanych przyczyniają się do ich niszczenia.
Zobacz też
epifil, epifit, epiksylit